# قداش أتحبني (فلم)
قداش أتحبني (بالإنجليزية: How Big Is Your Love) هو فيلم دراما تم إنتاجه في الجزائر وصدر في سنة 2011.

## وصلات خارجية
- مقالات تستعمل روابط فنية بلا صلة مع ويكي بيانات

1. ↑  "معلومات عن قداش أتحبني (فيلم) على موقع imdb.com". imdb.com. مؤرشف من الأصل في 2017-02-10.
2. ↑  "معلومات عن قداش أتحبني (فيلم) على موقع lumiere.obs.coe.int". lumiere.obs.coe.int. مؤرشف من الأصل في 2019-08-23.
3. ↑  "معلومات عن قداش أتحبني (فيلم) على موقع csfd.cz". csfd.cz. مؤرشف من الأصل في 2019-12-12.